# Fenoarivo Be
Fenoarivo Be är en ort i Madagaskar.   Den ligger i regionen Bongolavaregionen, i den centrala delen av landet, 120 km nordväst om huvudstaden Antananarivo. Fenoarivo Be ligger 983 meter över havet och antalet invånare är 19 605.
Terrängen runt Fenoarivo Be är varierad. Runt Fenoarivo Be är det glesbefolkat, med 18 invånare per kvadratkilometer. Det finns inga andra samhällen i närheten. Omgivningarna runt Fenoarivo Be är huvudsakligen savann.